# José Ortiz Ramos
José Ortiz Ramos (* 16. November 1911 in Tacámbaro, Michoacánin; † 16. Dezember 2009 in Mexiko-Stadt) war ein mexikanischer Kameramann.

## Leben
Ortiz Ramos begann in den späten 1930er Jahren als Kameraassistent in der mexikanischen Filmproduktion zu arbeiten. 1940 wurde er Chef-Kameramann und drehte bis 1992 annähernd 250 Filme aller Genres, darunter einige Klassiker des mexikanischen Kinos. Zweimal arbeitete er mit Luis Buñuel zusammen. Viermal wurde er für den Premio Ariel nominiert, für El camiño de la vida (1956), La casta divina (1977), Toña Machetes (1985) und für El Maleficio II (1986).

## Filmografie (Auswahl)
- 1942: Canto a las Américas
- 1945: La última aventura de Chaflán
- 1951: Der Arm des Bösen (My Outlaw Brother)
- 1951: Susanna – Tochter des Lasters (Susana)
- 1951: Die Tochter der Lüge (La hija del engano)
- 1956: Mit einer Zeitung zugedeckt (El camiño de la vida)
- 1958: Der Rächer schläft nicht (Joaquin Murrieta)
- 1962: Supermann gegen Vampire (El Santo contra las mujeres vampiro)
- 1971: Los campeones justicieros
- 1974: Das Todeslied der stählernen Ketten (Peor que los buitres)
- 1976: La Virgen de Guadalupe
- 1977: Die kleinen Privilegien (Los pequeños privilegios)